# Nørresø (Ringkøbing)
Nørresø tidigare Aabjerg Sø är en sjö på Jylland i Danmark.   Den ligger i Ringkøbing-Skjerns kommun i Region Mittjylland, 280 km väster om Köpenhamn. Nørresø ligger söder om sjön Husby Sø och ingår i Natura 2000 området Husby Sø og Nørresø.